# 이누가미

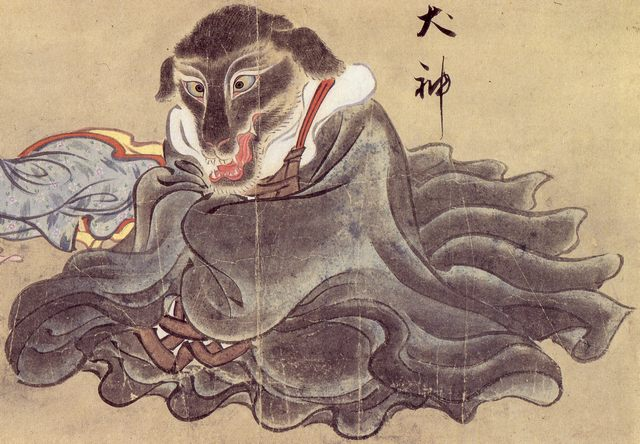
이누가미

이누가미(일본어: 犬神)는 일본에 있는 개의 귀신이다. 사람에 붙어 여러 가지 해코지를 한다고 믿었으며, 주로 서남 일본에 전해졌다. 오이타현 동부, 시마네현, 시코쿠 북동부, 고치현 일대에서는 오늘날까지도 뿌리깊게 전승되고 있다.
사람에게 이누가미를 씌우는 것은 헤이안 시대에 이미 그 주술에 대한 금지령이 내려진 사술이었다(이때 견신 뿐 아니라 무고, 고도 등 동물을 사용하는 주술 및 저주행위가 모두 함께 금지된다).
또다른 방법으로는 이런 것이 있다. 개를 머리만 내놓고 땅에 파묻은 뒤, 그 앞에 음식을 놓아두고, 굶주려 죽기 직전에 목을 잘라 잘린 목의 입에 음식물을 물려준다. 그리고 이것을 구워서 뼈째로 그릇에 담아 신주단지처럼 모시고 저주를 한다. 사나운 개 여러 마리를 싸움붙여 싸워 이긴 한 마리에게 물고기를 주고 그 머리를 잘라 남은 물고기를 먹이는 방법도 있었다 한다. 이는 마치 무고에서 독충이 개로 바뀐 것과 같다.
이누가미의 기원에 대해서는 여러 설이 있다. 미나모토노 요리마사가 죽인 누에의 시체가 네 개로 갈라져 각지에 흩어져 이누가미가 되었다는 설이 있고, 홍법대사가 그린 그림에서 태어났다는 것도 있다. 또 겐노 신쇼가 살생석의 재앙을 막기 위해 돌을 나눌 때 고즈케국(오늘날의 군마현)에 날아온 파편이 여우요괴인 오사키가 되고 시코쿠로 날아온 파편이 개 요괴인 이누가미가 되었다는 전설도 있다.

## 같이 보기
- 보내는 개
- 일본늑대
- 코마이누
- 신토
- 도쿠가와 쓰나요시
- 텐구
- 술 (지지)
- 펜리르
- 지옥견
- 케르베로스
- 시리우스
- 큰개자리
- 작은개자리
- 검둥개
- 쿠시 (스코틀랜드 신화)
- 쿤 아눈
- 바게스트
- 셔크
- 딥 (카탈루냐 신화)
- 가이트래시
- 아누비스
- 숄로틀
- 바르그
- 아마록
- 문화 속 늑대
- 딩고